# Chile ojo de pájaro
El chile ojo de pájaro (en inglés, bird's eye chili) o también, chile tailandés (en tailandés, พริกขี้หนู, phrik k̄hī̂h̄nū) es una variedad del chile Capsicum annuum que se encuentra comúnmente en los países del Sudeste Asiático, así como en algunas zonas de África, como Etiopía. Se usa ampliamente en las gastronomías tailandesa, malasia, singapurense, laosiana, jemer, indonesia, kerala y vietnamita.
A menudo se confunde con un chile de aspecto similar derivado de la especie Capsicum frutescens llamado chile labuyo, pero estos chiles son generalmente más pequeños y, como particularidad, apuntan al cielo.

## Descripción

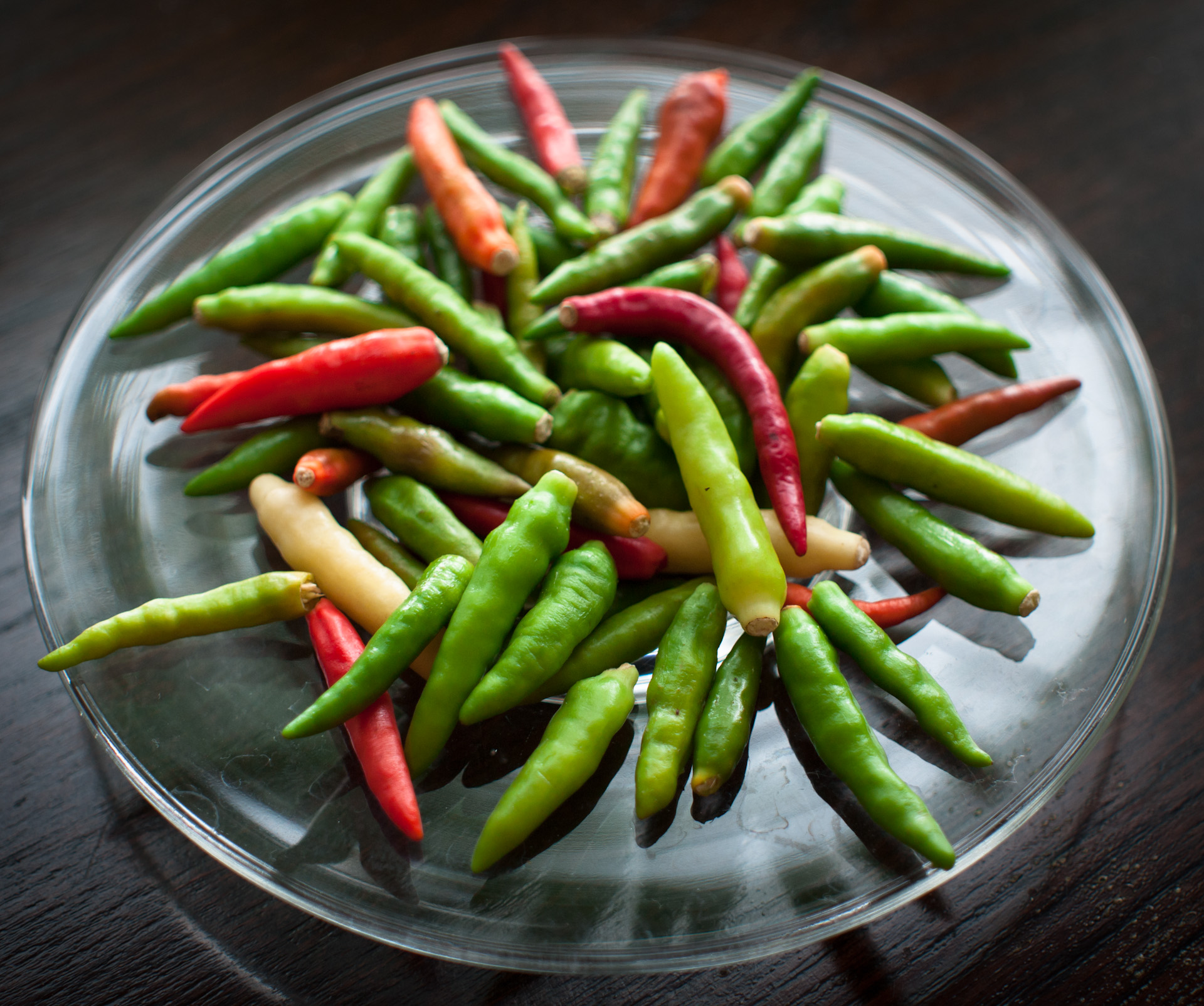
Surtido de chiles ojo de pájaro de varios colores.

La planta del chile tailandés es una planta perenne con frutos pequeños y cónicos, a menudo dos o tres, en un nodo. Los frutos son muy pungentes.
El chile a ojo de pájaro es pequeño, pero pica bastante (50.000—100.000 u. en la escala Scoville), no tanto como un chile habanero, pero sí mucho más que un jalapeño común.

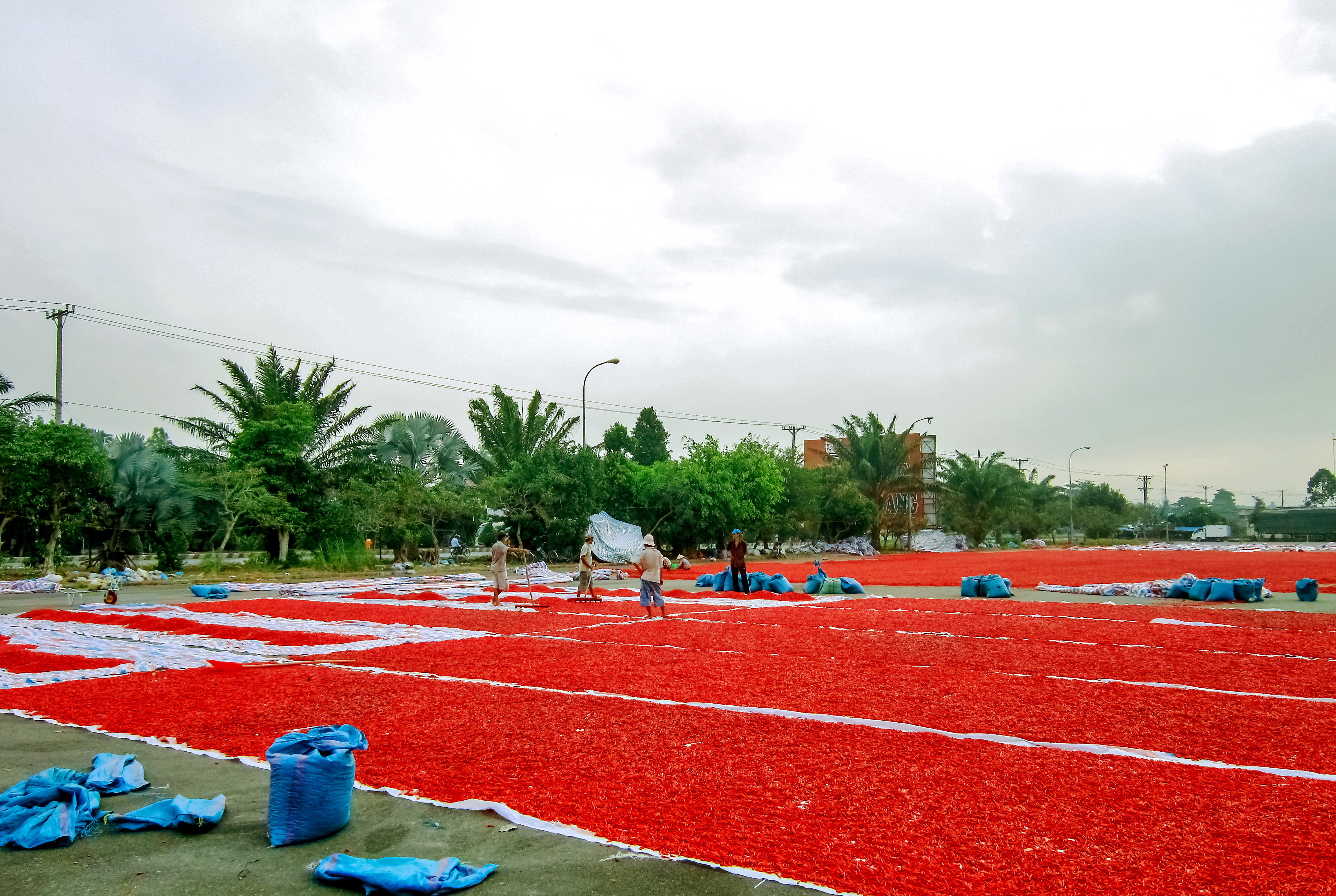
Secado a escala industrial de chiles ojo de pájaro en Vietnam.

## Orígenes
Todos los chiles que se encuentran hoy en el mundo tienen su origen en Mesoamérica, América Central y Sudamérica. Fueron generalizados por colonizadores, misionarios y comerciantes españoles y portugueses,  junto con muchos otros cultivos ahora comunes como maíz, el tomate o la piña. Es lo que actualmente se ha denominado como intercambio colombino. Las variedades de chile que se encuentran hoy en el Sudeste Asiático fueron llevadas en los siglos XVI y XVII.

## Usos

### Alimentario

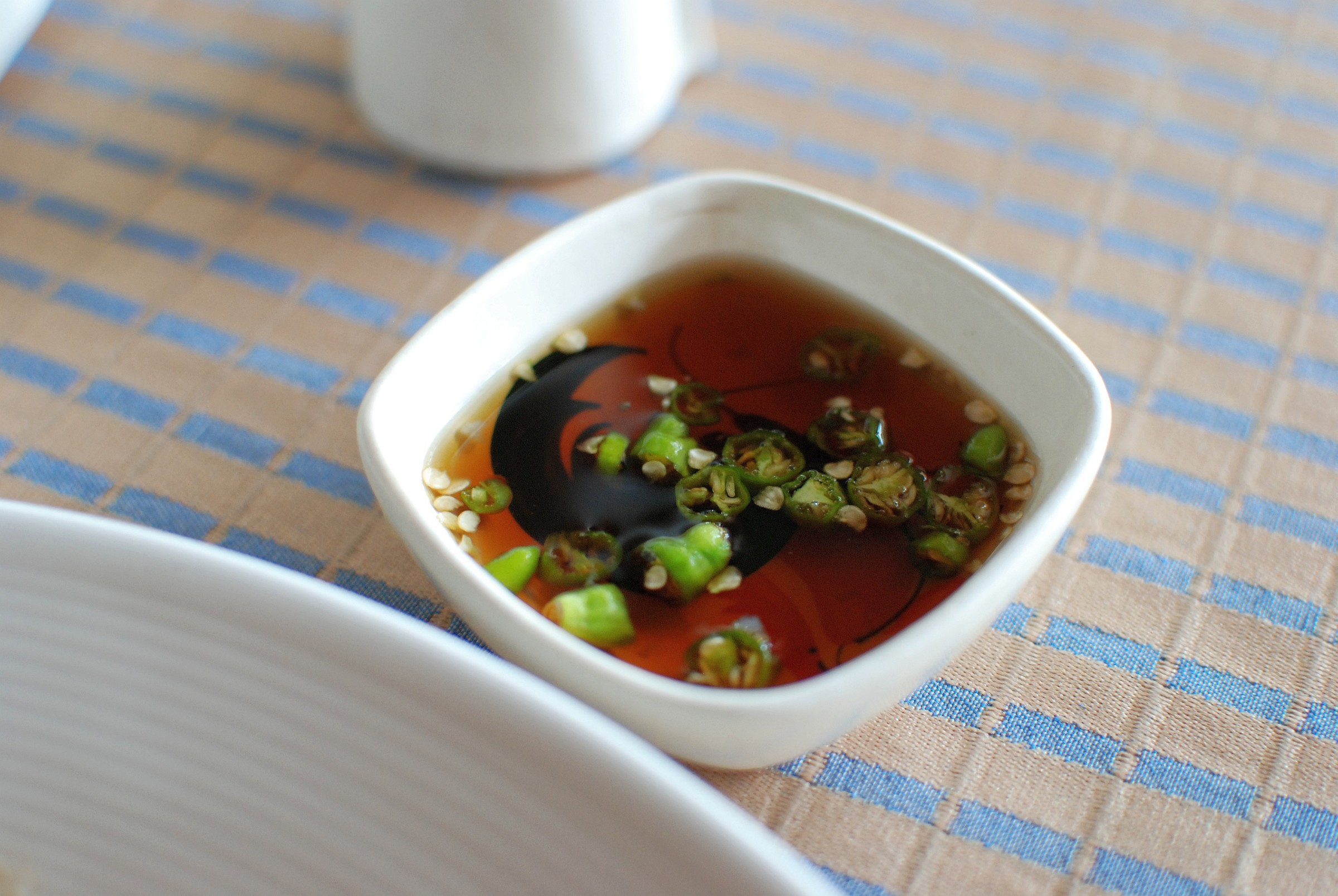
El chile de ojo de pájaro en salsa de pescado y jugo de lima se sirve con una multitud de platos tailandeses.

En la gastronomía vietnamita, estos chiles se usan en sopas, ensaladas y platos salteados. También se agregan en una amplia variedad de salsas, sambals y adobos, se usan como condimento o se comen crudos, tanto frescos como secos.
En la gastronomía tailandesa, estos chiles son muy valorados por su sabor afrutado y pungencia extrema. Se usan ampliamente en muchos platos tailandeses, como el curry y las ensaladas, así como los chiles rojos maduros; o simplemente se pueden comer crudos como guarnición, como por ejemplo, en el khao kha mu (manitas de cerdo guisadas servidas con arroz).

### Ornamental
Una variedad de este chile, que es menos picante pero muy decorativo, a veces se lo conoce como Thai ornamental, tiene pimientos que apuntan hacia arriba en la planta y varían de verde-amarillo, naranja o rojo. Es la base del cultivar híbrido Numex twilight, en esencia es el mismo pero menos picante, y que nace con el fruto siendo púrpura. Estos pimientos pueden crecer silvestres en lugares como Saipán y Guam.